# Rezerwat przyrody Dolina Rurzycy
Rezerwat przyrody „Dolina Rurzycy” – krajobrazowy rezerwat przyrody, o powierzchni 554,68 ha (wraz z otuliną: 1093,64 ha), w województwie zachodniopomorskim, w powiecie wałeckim, w gminie Wałcz, w dolinie rzeki Rurzyca, w dorzeczu Gwdy, na granicy z województwem wielkopolskim, 12 km na północny wschód od Wałcza. Został utworzony Rozporządzeniem Nr 13/2005 Wojewody Zachodniopomorskiego z dnia 14 lipca 2005. W 2008 na drugim brzegu rzeki utworzono bliźniaczy rezerwat „Wielkopolska Dolina Rurzycy”.
Leży w granicach Obszaru Chronionego Krajobrazu Pojezierze Wałeckie i Dolina Gwdy oraz dwóch obszarów sieci Natura 2000: siedliskowego „Dolina Rurzycy” PLH300017 i ptasiego „Puszcza nad Gwdą” (PLB300012).
Rezerwat obejmuje grunty leśne i nieleśne Nadleśnictwa Płytnica (340,20 ha), jeziora Krępsko Górne, Krępsko Średnie i Dąb o łącznej powierzchni 205,68 ha (grunty Krajowego Ośrodka Wsparcia Rolnictwa, dawniej ANR) oraz część rzeki Rurzyca o powierzchni 8,80 ha (grunty Zachodniopomorskiego Zarządu Melioracji i Urządzeń Wodnych).
W skład rezerwatu wchodzi kompleks unikatowych, doskonale zachowanych źródlisk i torfowisk niskich, z bogactwem flory i rzadkich fitocenoz torfotwórczych. Wykształcone w klasycznej formie torfowiska nadrzeczne i olszyny źródliskowe są najwartościowszym fragmentem Lasów Wałeckich, z występującymi tu 10 typami siedlisk przyrodniczych, takich jak: źródliska wapienne, torfowiska zasadowe, zbiorowiska włosieniczników (Batrachium).
Celem ochrony jest zachowanie cennych zbiorowisk roślinnych, rzadkich i chronionych roślin i zwierząt oraz unikatowego krajobrazu o urozmaiconej rzeźbie, lasów rosnących na stromych zboczach, czystych jezior tworzących długie ciągi rynnowe oraz pagórkowatego terenu z meandrującą rzeką w głębokiej dolinie.
Rezerwat nie ma zatwierdzonego planu ochrony, obowiązują w nim jednak zadania ochronne, na mocy których obszar rezerwatu objęty jest ochroną ścisłą, czynną i krajobrazową.

## Turystyka
- Szlak kajakowy rzeką Rurzycą im. Jana Pawła II (o długości 25,0 km; Jezioro Trzebieszki – jezioro Krępsko Małe – jezioro Krępsko Duże – jezioro Krępsko Średnie – jezioro Dąb). W połowie szlaku, na północnym brzegu jeziora Krępsko Średnie) „Kamień Papieski”, pomnik poświęcony Janowi Pawłowi II. W lipcu 1978, na dwa miesiące przed wyborem konklawe na Papieża, kardynał Karol Wojtyła, dla najbliższych przyjaciół „Wujek”, spędził tu, na biwaku krakowskiego środowiska uniwersyteckiego, ostatni urlop w Polsce. Pomnik, zapewne pierwszy na świecie, postawiony w 1979, w pierwszą rocznicę biwaku, jako wotum dziękczynne za tak doniosłe wydarzenie, jak wybór Polaka na papieża.
- WK-3501-y (o długości 82,5 km; Podgaje PKS – Grudna obok mostu na rzece Gwdzie – szlak leśny – droga leśna do mostu na rzece Młynówka – mostek na strumieniu kończącym jeziora Małe i Duże – Jastrowie – dawny nasyp kolejowy – drogi leśne obok Gwdy do Ptuszy – Płytnica (przejazd kolejowy) – Leśniczówka Wrzosy – jezioro Krępsko Średnie – „Kamień Papieski” nad jeziorem – okolice jezioro Krępsko Górne – Piaskinia – Trzebieszki – rezerwat przyrody „Diabli Skok” – Szwecja – Stanica ZHP Zdbice – jezioro Dobre)
- Rezerwat przyrody „Diabli Skok” (6,0 km na północny zachód od rezerwatu przyrody „Dolina Rurzycy”) Węzeł znakowanych szlaków turystycznych:
 WK-3501-y (jak wyżej),
 WK-3508-n (o długości 11,0 km; Nadarzyce PKS – okolice mostu na rzece Płytnica – rezerwat przyrody „Diabli Skok”),
 WK-3507-z (o długości 20,0 km; Jastrowie Ośrodek Kultury – Zagórze – Samborsko (pomnik przyrody lipa „Marysieńka”) – Brzeźnica – Budy – mostek rzeki Płytnica – rezerwat przyrody „Diabli Skok”)
- „Szlak wokół jezior Krępsko Górne i Krępsko Średnie” Nad jeziorem Krępsko Średnie węzeł szlaków: początki  i
- Rezerwat przyrody „Smolary”, około 1,0 km na południowy wschód od rezerwatu przyrody „Dolina Rurzycy”, na prawym (południowym) brzegu rzeki.